# キューバの映画
キューバの映画（キューバのえいが、スペイン語:Cine de Cuba）ではキューバ共和国の映画産業、及び映画史について述べる。

## 歴史
キューバ映画史は、1897年に製作されたニュース映画『火炎の鎮火』によって幕を開いた。1913年にはパブロ・サントス、フェズス・アルティガス製作、エンリーケ・ディアス・ケサーダ演出の長編映画『マヌエル・ガルシア』が撮影された。1920年代には約30本の映画が演出のエステバン・ラミレスとラモン・ペオンを中心に撮影され、特にこの時期には優れたサイレント映画として記憶される『慈悲深き聖母』(1930)が作成された。
1950年代にはイタリアのネオレアリズモの影響を受けたフリオ・ガルシア・エスピノーサとトマス・グティエレス・アレアの二人が活躍し、当時のバティスタ政権によって上映禁止とされたものの、キューバ初の本格的な国産映画となった『エル・メガノ』(1955)がエスピノーサによって撮影された。
1959年のキューバ革命達成後、同年3月に映画芸術産業庁(ICAIC)が創設された。ICAICはそれまで映画産業が存在しないも同然だったキューバにて映画を本格的なものとすべく活動し、ICAICの移動映写隊によってチャーリー・チャップリンの『モダン・タイムス』などが国内の農村部で上映された。
革命後には、ウンベルト・ソラス監督の『ルシア』(1968)、トマス・グティエレス・アレア監督の『低開発の記憶』(1970)、『苺とチョコレート』、マヌエル・オクタビオ・ゴメス監督の『水の日』(1971)などの作品が製作されている。
1979年から毎年12月にハバナで新ラテンアメリカ映画祭が開催されるようになり、1986年には新ラテンアメリカ映画財団(FNCL)を運営母体にラテンアメリカ初の映画学校たるハバナ国際映画テレビ学校(EICTV)が創設された。
キューバ映画のポスターは2023年に世界の記憶に登録された。
キューバでは黒澤明や『座頭市』などのような日本映画の人気も高い。